# Coesfeld
Coesfeld ['koːsˌfɛlt] – miasto powiatowe w Niemczech, w kraju związkowym Nadrenia Północna-Westfalia, w rejencji Münster, siedziba powiatu Coesfeld. W 2010 roku liczyło 36 345 mieszkańców.